# 與己同行
《與己同行》（英語：Living with Yourself）是提摩西·格林伯格創作的美國電視喜劇，於2019年10月18日在Netflix正式上架。由保羅·路德和艾琳·貝亞主演。男主角路德同時擔任本劇的執行監製，並憑本片入圍第77屆金球獎最佳電視男主角(音樂及喜劇類)，及第10屆評論家選擇電視劇獎喜劇類最佳男主角。

## 劇情
故事講述的是不滿於現狀男主角麥斯，為了成為更美好的自己，在同事轉介下接受了一次神秘的水療護理療程。但清醒過後，卻發現自己被埋葬於森林內。然後，麥斯好不容易逃回家中，驚覺家中有個跟自己外貌完全一樣的人。原來水療中心背後是由一個複製人集團所操控...

## 演員和角色
- 保羅·活特 飾 麥斯/複製人麥斯，於廣告公司工作。
- 艾琳·貝亞（英语：Aisling Bea） 飾 凱特，麥斯的妻子，是一名室內設計師。

## 製作
2017年2月16日，IFC宣布與Timothy Greenberg合作開拍的一套新喜劇，本定於2018年首映。但到了2018年8月10日，整個項目已轉移至Netflix，而第一季會製作8集，Timothy亦會繼續參與本劇製作，同時公佈該劇的男主角為保羅·活特，同時擔任本劇其中一位執行監製。

## 獎項及提名
| 年份 | 頒獎禮                   | 獎項                     | 提名人                                  | 結果 | 參考   |
| ---- | ------------------------ | ------------------------ | --------------------------------------- | ---- | ------ |
| 2020 | 第77屆金球獎             | 最佳男主角：音樂及喜劇類 | 保羅·活特                               | 提名 | [ 9 ]  |
| 2020 | 第10屆評論家選擇電視劇獎 | 最佳男主角：喜劇類       | 保羅·活特                               | 提名 | [ 10 ] |
| 2020 | 美國編劇工會獎2019       | 最佳單集編劇：喜劇類     | Timothy Greenberg - 第8集：很高興認識你 | 提名 | [ 11 ] |

## 外部連結
- 在Netflix上觀看《與己同行》
- 互联网电影数据库（IMDb）上《與己同行》的资料（英文）
- Film Locations （页面存档备份，存于）